# لابراد
لابراد هي بلدية ب إقليم أود بجهة لونغدوك روسيلون ب فرنسا ويبلغ عدد سكانها 80 نسمة.